# Státní liga 1938/1939
Státní liga 1938/39 byla 15. ročníkem 1. československé ligy, což byla nejvyšší fotbalová soutěž v rámci Československa. Soutěž začala jako společná zemí z Čech, Moravy a Slovenska, ale po dvou jarních kolech ze soutěže vystoupil tým z Bratislavy. Jeho výsledky byly anulovány a mistrovství bylo dohráno pouze s 11 týmy. Soutěž zůstala takto rozdělena po následujících 5 let. Českou část soutěže vyhrála AC Sparta Praha, byl to její 9. titul. V roce 1998 VV ČMFS rozhodl, že do celkové historické tabulky ligy a do bilancí hráčů budou zanesena i všechna anulovaná utkání Bratislavy.
Soutěž byla zároveň kvalifikací do Středoevropského poháru. Do této soutěže se kvalifikovaly dva týmy z tohoto ročníku Státní ligy. Byly jimi AC Sparta Praha a SK Slavia Praha.

## Mistrovství Čech a Moravy
|    | Konečné pořadí     | Z  | V  | R | P  | GV | GO | TP  | B  |
| -- | ------------------ | -- | -- | - | -- | -- | -- | --- | -- |
|    | AC Sparta Praha    | 20 | 15 | 2 | 3  | 85 | 30 | +55 | 32 |
| 2  | SK Slavia Praha    | 20 | 15 | 1 | 4  | 86 | 30 | +56 | 31 |
| 3  | SK Pardubice       | 20 | 13 | 2 | 5  | 50 | 34 | +16 | 28 |
| 4  | SK Plzeň           | 20 | 9  | 4 | 7  | 53 | 53 | 0   | 22 |
| 5  | SK Baťa Zlín       | 20 | 9  | 3 | 8  | 50 | 52 | -2  | 21 |
| 6  | SK Židenice        | 20 | 6  | 6 | 8  | 33 | 41 | -8  | 18 |
| 7  | SK Slezská Ostrava | 20 | 7  | 4 | 9  | 29 | 39 | -10 | 18 |
| 8  | SK Viktoria Žižkov | 20 | 7  | 3 | 10 | 56 | 60 | -4  | 17 |
| 9  | SK Kladno          | 20 | 5  | 3 | 12 | 35 | 75 | -40 | 13 |
| 10 | SK Náchod          | 20 | 5  | 2 | 13 | 37 | 56 | -19 | 12 |
| 11 | SK Libeň           | 20 | 3  | 2 | 15 | 31 | 75 | -44 | 8  |

## Rekapitulace soutěže
| Československá fotbalová liga 1938/39   |                            |
|                                         |                            |
| Ocenění                                 |                            |
| Vítěz                                   | AC Sparta Praha (9. titul) |
| Kvalifikace do evropských pohárů        |                            |
| Mitropa Cup                             | AC Sparta Praha            |
| Mitropa Cup                             | SK Slavia Praha            |
| Vítěz domácího poháru                   |                            |
| nekonalo se                             |                            |
| Pohyb v soutěži                         |                            |
| Sestupující do divize                   | SK Libeň                   |
| Postupující do I. ligy                  | SK Prostějov               |
|                                         | SK Viktoria Plzeň          |
| Nejlepší střelec                        |                            |
| Josef Bican (SK Slavia Praha) – 29 gólů |                            |

## Soupisky mužstev

### AC Sparta Praha
Bohumil Klenovec (11/0/3),
Vojtěch Věchet (10/0/2) –
Jaroslav Bouček (21/0),
Jaroslav Burgr (17/0),
Josef Čtyřoký (21/0),
Jozef Karpáthy (1/2),
Karel Kolský (21/0),
Josef Košťálek (19/0),
Oldřich Nejedlý (19/28),
Jaroslav Pokorný I (1/0),
Vlastimil Preis (5/5),
Ľudovít Rado (14/10),
Karel Rulc (6/3),
Jan Říha (19/11),
Josef Sedláček II (1/0),
Karel Senecký (21/12),
Jaroslav Štumpf (1/0),
Bohuslav Vyletal (1/1),
Oldřich Zajíček (2/0),
Josef Zeman (20/18),
vlastní Josef Kusala (Kladno) –
trenéři Ferenc Szedlacsek a Josef Kuchynka
V bilanci hráčů je započítáno anulované utkání s Bratislavou (6:0)

### SK Slavia Praha
Alexa Bokšay (14/0/3),
Alois Bureš (7/0/1) –
Josef Bican (20/29),
Václav Bouška I (14/1),
Vojtěch Bradáč (12/7),
Karel Černý (18/0),
Ferdinand Daučík (20/0),
Václav Horák I (17/15),
Bedřich Jezbera (1/0),
Vlastimil Kopecký (21/20),
Otakar Nožíř (17/0),
Karel Průcha (16/0),
Jiří Sobotka (7/0),
Ladislav Šimůnek (5/2),
Jan Truhlář (5/0),
Bedřich Vacek (16/4),
Rudolf Vytlačil (21/8),
vlastní Dezider Kostka (Bratislava) –
trenéři František Plánička a Emil Seifert
V bilanci hráčů je započítáno anulované utkání s Bratislavou (1:1)

### SK Pardubice
Miroslav Burian (6/0/1),
Josef Němec I (11/0/4),
Josef Němeček I (4/0/0) –
František Heřmánek (21/3),
Rudolf Chládek (18/13),
Alois Kalivoda (2/0),
Josef Klus I (4/0),
Arnošt Kreuz (17/5),
Josef Krupka (4/0),
Václav Mrázek I (19/1),
Bohuslav Praus (5/0),
Miroslav Procházka (19/12),
František Ráliš (4/0),
Karel Rulc (2/2),
Josef Sedláček II (19/9),
Maxmilián Synek (18/0),
Rudolf Toman (17/3),
Jiří Zástěra (21/1),
Bohumil Zoubek I (20/0),
vlastní Rudolf Rössler (Zlín), Alois Mourek (Žižkov) –
trenér Jaromír Skála
V bilanci hráčů je započítáno anulované utkání s Bratislavou (1:0)

### SK Plzeň
Karel Poláček (21/0/1) –
František Gibic (11/3),
Antonín Hájek (18/25),
František Hájek I (20/0),
Zdeněk Janda (5/1),
Václav Kaiser (21/6),
František Kameník (7/4),
Gustav Moravec (20/12),
Ladislav Přibáň (19/0),
Ladislav Řežábek (1/0),
Alfréd Sezemský (14/1),
Václav Szaffner (4/0),
Josef Šafařík (9/0),
Oldřich Urban I (20/0),
Josef Vrba (16/0),
Vilém Zlatník (9/0),
Josef Zoubek (16/5),
vlastní Emil Habr (Libeň), Vlastimil Frýba (Náchod), Rudolf Šmejkal (Náchod) –
trenér ...
V bilanci hráčů je započítáno anulované utkání s Bratislavou (7:1)

### SK Baťa Zlín
Stanislav Parák (10/0/1),
František Řitička (12/0/1) –
Antonín Beneš I (2/0),
Karel Bernášek (21/6),
Štefan Bíro (7/4),
Štefan Čambal (4/1),
Ladislav Čulík (20/10),
Josef Diviš (4/0),
Josef Dujsík (2/0),
Jan Frejek (1/0),
Josef Humpál (15/12),
Karel Humpál (8/5),
Vojtěch Kastl (14/11),
Rudolf Kos (12/0),
Jaroslav Kulich (19/0),
Karel Michlovský (5/1),
Josef Pilát (6/1),
Tomáš Porubský (2/0),
Rudolf Rössler (21/1),
Karel Sedlický (3/1),
František Stejskal (21/0),
... Tekr (1/0),
Anton Ujváry (15/0),
Vladimír Vidlák (13/2),
Jaroslav Vršecký (4/0) –
trenér ...
V bilanci hráčů jsou započítána anulovaná utkání s Bratislavou (0:2 a 5:2)

### SK Židenice
Vojtech Andrášik (1/0/0),
Karel Burkert (18/0/3),
... Kosta (1/0/0),
Karel Nepala (1/0/0) –
Géza Csapo (8/3),
Vladimír Čabaňa (18/7),
Jaroslav Červený II (2/0),
Josef Čurda (11/0),
Eduard Farda (3/1),
Zdeněk Harnach (3/0),
Bohumil Chocholouš (21/0),
Ludvík Koubek (17/7),
Rudolf Krejčíř (2/0),
Jozef Néder (16/0),
Karel Nepala (16/8),
František Novák (12/0),
Stefan Pospichal (9/0),
Oldřich Rulc (13/3),
Ferdinand Růžička (3/0),
Jan Stloukal (20/6),
Vilém Stloukal (4/3),
Eduard Vaněk (21/0),
Karel Vít (7/0),
František Zapletal (4/0) –
trenér Josef Kuchynka
V bilanci hráčů je započítáno anulované utkání s Bratislavou (5:1)

Karel Nepala odchytal 1 utkání, jeho celková bilance (17/8)

### SK Slezská Ostrava
Emil Krischke (21/0/3),
Ferdinand Krysta (1/0/0) –
Rudolf Bartonec (21/1),
Karel Böhm (21/0),
Otto Cinadler (12/5),
František Dembický (10/0),
Stanislav Gilar (4/1),
István Gleisza (3/0),
Stanislav Hlaváček I (1/1),
Antonín Honál (6/0),
Josef Jakubec (2/0),
Antonín Křišťál (1/0),
Vilém Lugr (10/0),
Jaroslav Moták (6/2),
Josef Pastrňák (18/4),
Josef Pilát (9/2),
Adolf Pleva (19/5),
Václav Průša (10/5),
Karel Radimec (11/1),
Josef Sulkovský (6/1),
Oldřich Svatý (2/0),
Jaroslav Šimonek (4/0),
Viliam Vanák (16/0),
Josef Vnenk (7/3),
Karel Zeissberger (21/3) –
trenér Zdeněk Šteflík
V bilanci hráčů jsou započítána anulovaná utkání s Bratislavou (3:2 a 2:3)

### SK Viktoria Žižkov
Václav Benda I (1/0/0),
Jaroslav Kraus I (20/0/3) –
Antonín Borovička (13/5),
Vladimír Breburda (1/0),
Vratislav Čech (18/0),
Josef Čihák (16/0),
Karel Hloušek (19/5),
Ladislav Hlubocký (7/4),
Jaroslav Hrázský (1/1),
Josef Jahoda (10/7),
Karel Jaroš (2/0),
Elmar Kovacs (1/0),
František Křišťál (11/6),
Josef Ludl (21/22),
Wolfgang Mašát (1/0),
Alois Mourek (21/2),
Karel Nápravník (7/1),
Václav Průša (7/1),
Antonín Puč (7/3),
Josef Randák (20/0),
Erich Srbek (1/0),
Václav Strejček (19/0),
Jaroslav Sůva (3/1),
... Valenta (1/0),
Ladislav Ženíšek (3/0) –
trenér Václav Benda
V bilanci hráčů je započítáno anulované utkání s Bratislavou (2:5)

### SK Kladno
Jan Biskup (11/0/0),
Karel Tichý (10/0/0) –
František Beer (1/0),
František Beneš (6/0),
Alois Doksanský (2/0),
Antonín Dufek (12/2),
Jan Hanousek (4/0),
Josef Junek I (20/1),
Jaroslav Kalčík (9/3),
František Kloz (14/18),
František Kokoška (2/0),
Antonín Kozohorský (16/0),
František Kusala (6/0),
Josef Kusala (21/4),
Václav Nový (18/2),
František Rašplička (17/2),
Vojtěch Rašplička (4/0),
Jan Seidl (18/3),
Adolf Skála (3/1),
Karel Sklenička (7/0),
Jaroslav Soukup (1/0),
Josef Strobel (9/0),
Václav Svatoň (5/0),
Emanuel Šmejkal (14/0),
Antonín Váša (1/0) –
trenér Karel Kraus
V bilanci hráčů je započítáno anulované utkání s Bratislavou (1:1)

### SK Náchod
Rudolf Franc (3/0/0),
Jaroslav Nývlt (18/0/2) –
Josef Bartoš I (6/2),
Jaroslav Dobeš (12/0),
Alois Dušek (14/0),
Vlastimil Frýba (2/0),
Emil Habelt (2/0),
Oldřich Janda (5/0),
František Jirků (5/2),
František Kuchta (13/6),
František Mareš I (10/0),
Oldřich Nývlt (20/7),
Karel Polívka (1/0),
... Ptáček (1/0),
Josef Sedláček (1/1),
... Semerák (1/0),
Karel Schloger (21/14),
... Staněk (1/0),
Oldřich Šámal (3/0),
Rudolf Šmejkal (18/1),
Jaroslav Štumpf (19/1),
Josef Tajčner (21/2),
Oldřich Veselý (11/2),
Adolf Zilvar (4/0),
Karel Zítko (19/0),
vlastní Anton Ujváry (Zlín), Vlastimil Kopecký (Slavia) –
trenér Antonín Dobeš
V bilanci hráčů je započítáno anulované utkání s Bratislavou (3:2)

### SK Libeň
Emil Ludvík (18/0/0),
Alois Plachý (3/0/0) –
Stanislav Bartůněk (9/0),
Antonín Biedermann (4/0),
... Blažek (1/0),
... Černý (3/0),
František Fait (12/4),
... Flosman (5/0),
Antonín Galáb (6/1),
Josef Galáb (21/0),
Emil Habr (10/0),
Oldřich Halama (8/3),
Karel Jehlička (10/3),
Jaroslav Junek (7/1),
František Kokoška (6/0),
Antonín Krenk (19/0),
František Pelcner (16/8),
Miroslav Petřina (13/1),
... Pixa (5/1),
Bohumil Pospíšil (5/1),
... Svoboda (1/0),
...Šimek (1/0),
Josef Šváb (3/1),
Josef Uher (3/0),
Karel Vokoun (2/0),
Karel Votruba (19/9),
Antonín Záhora (21/0) –
trenér ...
V bilanci hráčů je započítáno anulované utkání s Bratislavou (2:3)

### ŠK Bratislava
Vítězslav Deršák (13/0/1) –
Zdeněk Deršák (4/0),
Štefan Farský (12/9),
Zoltán Honti (2/0),
Dezider Hric (7/1),
Jozef Hronec (1/1),
Ivan Chodák (13/0),
Pál Jávor-Jakube (3/1),
Ján Jurčák (10/1),
Franz Jurisch (2/1),
Dezider Kostka (13/0),
Ervín Kovács (12/0),
Karol Lachman (4/0),
Jozef Luknár (10/5),
Ferenc Nagy (4/2),
Gustáv Németh (3/0),
Ján Neshyba I (1/0),
Pavol Oslanský (4/0),
Štefan Sýkora (12/2),
Leopold Šťastný (13/0) –
trenér Otakar Škvain-Mazal
Vysvětlivky: odehraná utkání/vstřelené branky/utkání s čistým kontem.

## Mistrovství Slovenska
Mistrem se stala AC Sparta Považská Bystrica díky lepšímu rozdílu skóre, než jakého dosáhl ŠK Bratislava – vzájemný zápas těchto dvou soupeřů v Bratislavě skončil nerozhodně 2:2 (viz Vlastimil Ipser). Šest mužstev sem přešlo ze Slovensko-podkarpatské divize 1937/38, týmy AC Sparta Považská Bystrica a ŠK Slávia Prešov byly nováčky a ŠK Bratislava získal místo jako jediný předválečný slovenský účastník československé nejvyšší soutěže.
|   |                                 | Z | V | R | P | GV | GO | TP  | B  |
| - | ------------------------------- | - | - | - | - | -- | -- | --- | -- |
|   | AC Sparta Považská Bystrica (N) | 8 | 7 | 1 | 0 | 34 | 6  | +28 | 15 |
| 2 | ŠK Bratislava *                 | 8 | 7 | 1 | 0 | 30 | 11 | +19 | 15 |
| 3 | ŠK Žilina                       | 8 | 6 | 0 | 2 | 36 | 20 | +16 | 12 |
| 4 | ŠK Trnava                       | 8 | 4 | 0 | 4 | 29 | 18 | +11 | 8  |
| 5 | ASC Juventus Topoľčany          | 8 | 4 | 0 | 4 | 21 | 18 | +3  | 8  |
| 6 | TTS Trenčín                     | 8 | 2 | 1 | 5 | 19 | 31 | -12 | 5  |
| 7 | AC Spišská Nová Ves             | 8 | 2 | 0 | 6 | 19 | 41 | -22 | 4  |
| 8 | ŠK Slávia Prešov (N)            | 8 | 1 | 1 | 6 | 12 | 28 | -16 | 3  |
| 9 | ZTK Zvolen                      | 8 | 1 | 0 | 7 | 14 | 41 | -27 | 2  |

Poznámky:
- Z = Odehrané zápasy; V = Vítězství; R = Remízy; P = Prohry; VG = Vstřelené góly; OG = Obdržené góly; B = Body; * = Účastník I. čs. ligy 1938/39 (viz výše); (N) = Nováček (postoupivší z nižší soutěže)